# Schillerhaus (Mannheim)

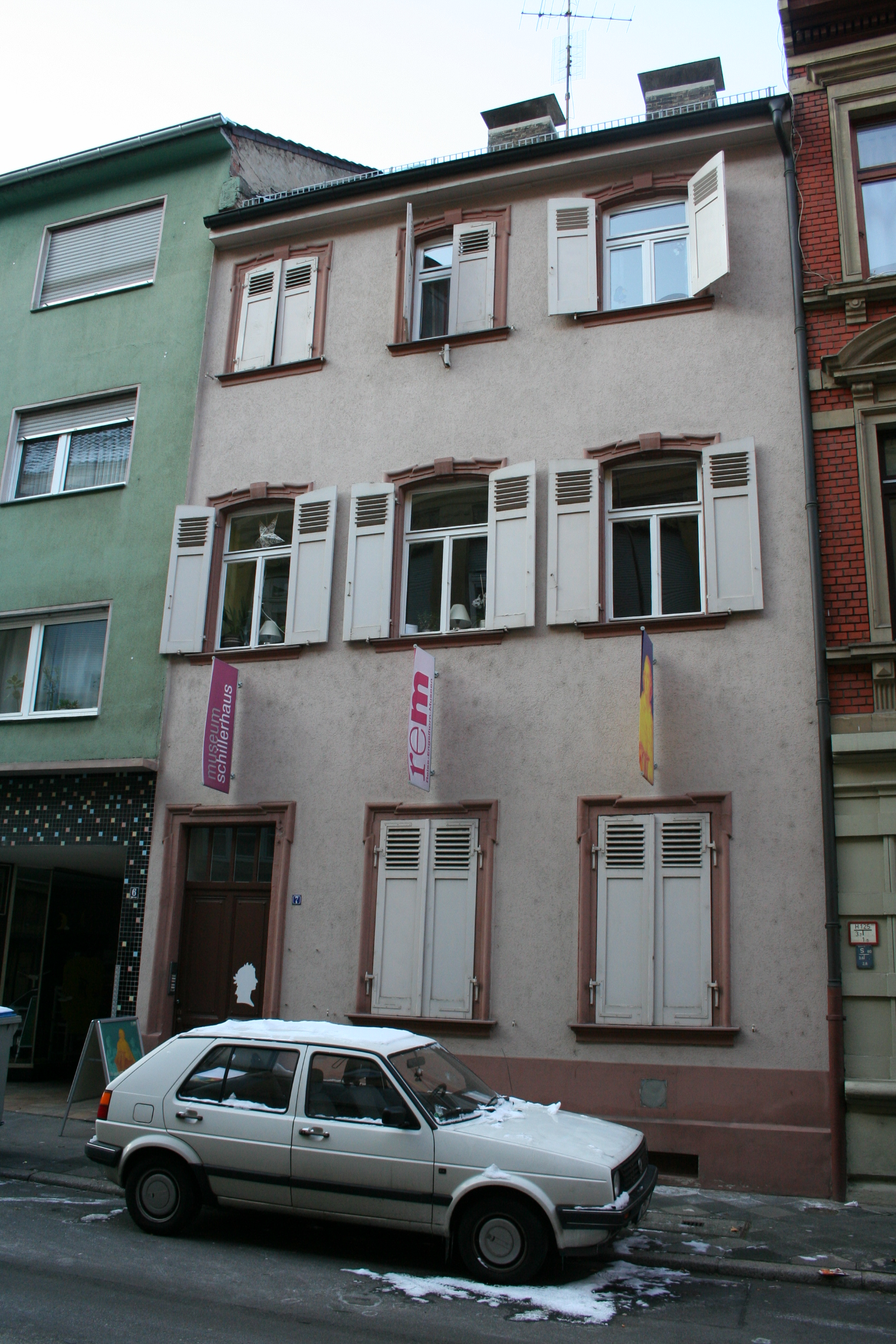
Das Schillerhaus in Mannheim

Als Schillerhaus wird ein barockes Haus in Mannheim bezeichnet, das an die Mannheimer Zeit von Friedrich Schiller erinnert.
Schiller lebte in seiner Mannheimer Zeit (1783–1785) in verschiedenen Häusern. Seine letzte Wohnung befand sich wahrscheinlich im „Hölzelschen Haus“ (B 5, 8), das jedoch nicht mehr steht. Das benachbarte Haus B 5, 7, das sich als eines der wenigen Beispiele in Mannheim in seinem barocken Zustand mit Gartenhaus erhalten hat, spiegelt das Leben des jungen Schiller wider.
Hinter dem dreigeschossigen Wohnhaus mit Seitenflügel liegt ein Hof mit einem kleinen, zweigeschossigen Hinterhaus. Dieses Haus wird seit 2005 im Rahmen der Reiss-Engelhorn-Museen als Museum zu Schillers Mannheimer Jahren mit einer audiovisuellen Ausstellung und als Literaturforum genutzt (Museum Schillerhaus).